# Li Auto
Li Auto Inc. (спрощ.: 理想汽车; піньїнь: Lǐxiǎng Qìchē; букв.: «ideal automobiles») ― китайський виробник автомобілів, який працює з 2015 року в Пекіні та спеціалізується на проектуванні та розробці електромобілів.
Штаб-квартира компанії та офіси науково-дослідного центру знаходяться в Пекіні, а її технічні офіси проектування та завод з виробництва автомобілів знаходяться в Чанчжоу; він також котирується як на Nasdaq, так і на Гонконгській фондовій біржі.

## Історія
У 2015 році Лі Сян, засновник китайського веб-сайту PCPop та автомобільного веб-сайту Autohome.com.cn, створив компанію під назвою Beijing Chehejia Information Technology (Chehejia перекладається як «Автомобіль і дім»). Вона розпочала свою діяльність з розробки та виробництва низькошвидкісних електромобілів, орієнтованих на послуги каршерінгу та райдхайлінгу. У 2018 році Chehejia досягла угоди про створення спільного підприємства з DiDi, найбільшою китайською компанією з надання послуг райдхайлінгу, але план невдовзі провалився. У першій половині 2018 року Chehejia відмовилася від проекту низькошвидкісних електромобілів через відсутність підтримки з боку центрального уряду Китаю щодо легалізації категорії електромобілів. 
У 2019 році холдингова компанія Chehejia Technologies, що базується на Кайманових островах, провела ребрендинг на Leading Ideal Inc. Наступного року вона скоротила назву до Li Auto, а компанію перейменували на Li Auto Inc. Китайською мовою бренд зазвичай відомий як Lixiang (理想). 
Компанія Li Auto представила свою першу модель під назвою Li One у квітні 2019 року, а виробництво розпочалося в листопаді того ж року. Це електричний позашляховик із подовженим запасом ходу, що працює на основі комбінації 1,2-літрового трициліндрового двигуна з турбонаддувом та літій -іонного акумулятора ємністю 40 кВт⋅год. Виробництво здійснювалося на заводі в Чанчжоу, а поставки автомобіля розпочалися на початку 2020 року.
У липні 2020 року Li Auto дебютувала на фондовому ринку Nasdaq під кодом акцій "LI", залучивши 1,1 мільярда доларів США під час першого раунду фінансування.  Серед інвесторів компанії є Meituan та Source Code Capital.  Незважаючи на високі продажі та значну популярність на китайському ринку, компанія зіткнулася з труднощами у забезпеченні достатніх інвестицій протягом першого року роботи на фондовій біржі, закрившись лише на 70% від очікуваної вартості для першого раунду фінансування.
У жовтні 2021 року компанія Li Auto розпочала будівництво свого другого заводу в районі Шуньї в Пекіні. Ця ділянка раніше належала Beijing Hyundai, але була продана Li Auto через тривале зниження продажів Beijing Hyundai. 
У 2022 році компанія Li Auto пройшла комплексне оновлення портфоліо, представивши нову мову дизайну та розширивши свій модельний ряд з існуючого позашляховика Li One, включивши до нього три абсолютно нові моделі. Флагманський Li L9 дебютував у березні,  а потім укорочений варіант L8 та менша версія L7 без третього ряду сидінь були представлені у вересні.  Того ж місяця Li Auto прийняла рішення припинити виробництво Li One у жовтні 2022 року, що викликало негативну реакцію з боку нещодавніх покупців позашляховика.
У листопаді 2023 року Li Auto представила свою четверту модель Li Mega, повнорозмірний флагманський мінівен. Це перший акумуляторний електромобіль, вироблений компанією.
На конференції з питань прибутків у травні 2025 року генеральний директор Лі Сян заявив, що Li Auto розгляне можливість запуску моделей седанів після максимізації доходів від своєї існуючої лінійки, яка на той час складалася з позашляховиків L-серії з подовженим запасом ходу та мінівенів MEGA. Моделі седанів будуть розглядатися на основі ринкового попиту на майбутніх закордонних ринках Європи та Азії.

## Модельний ряд

### Поточні моделі

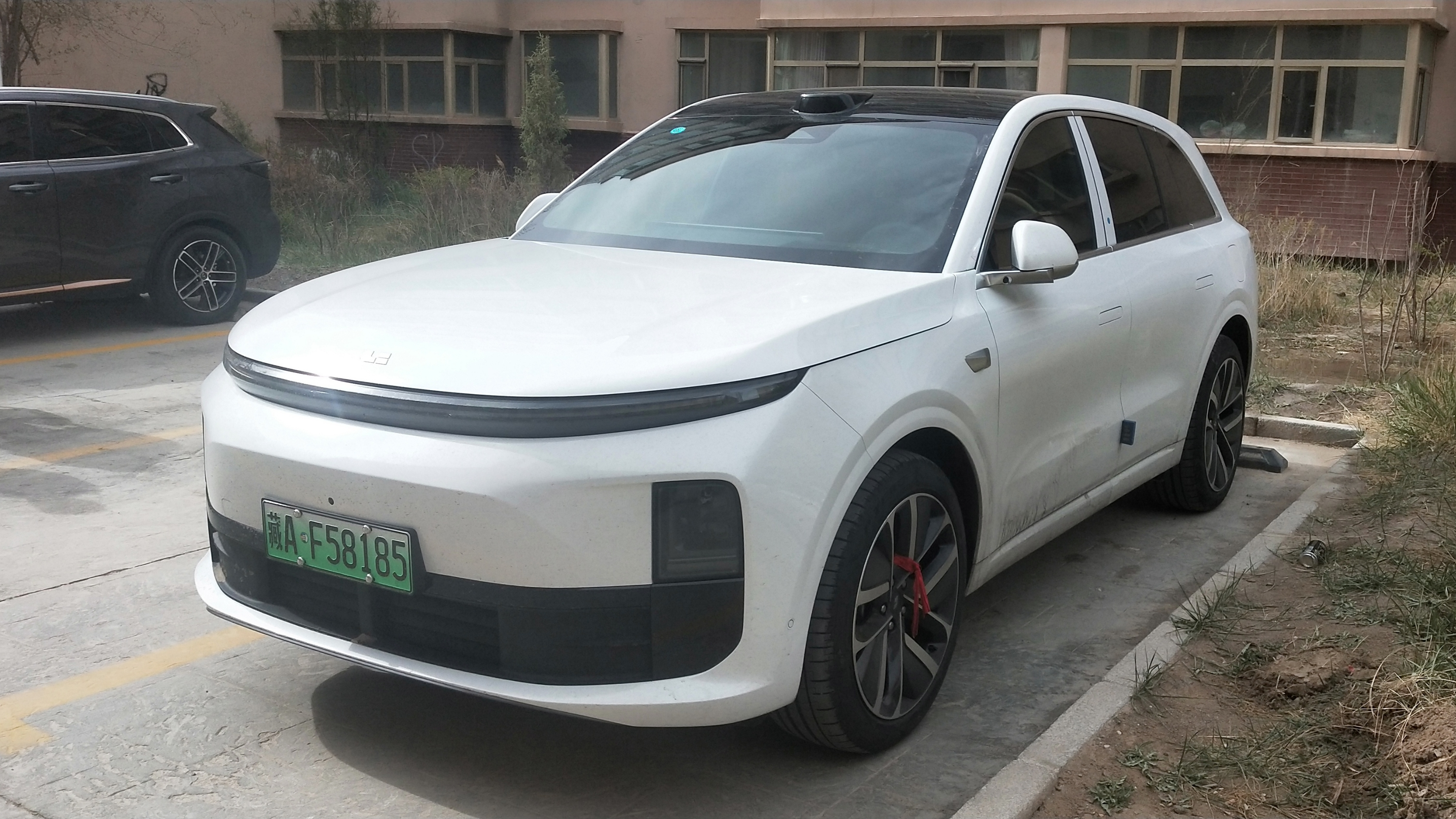
Li Auto L9 (з 2022)
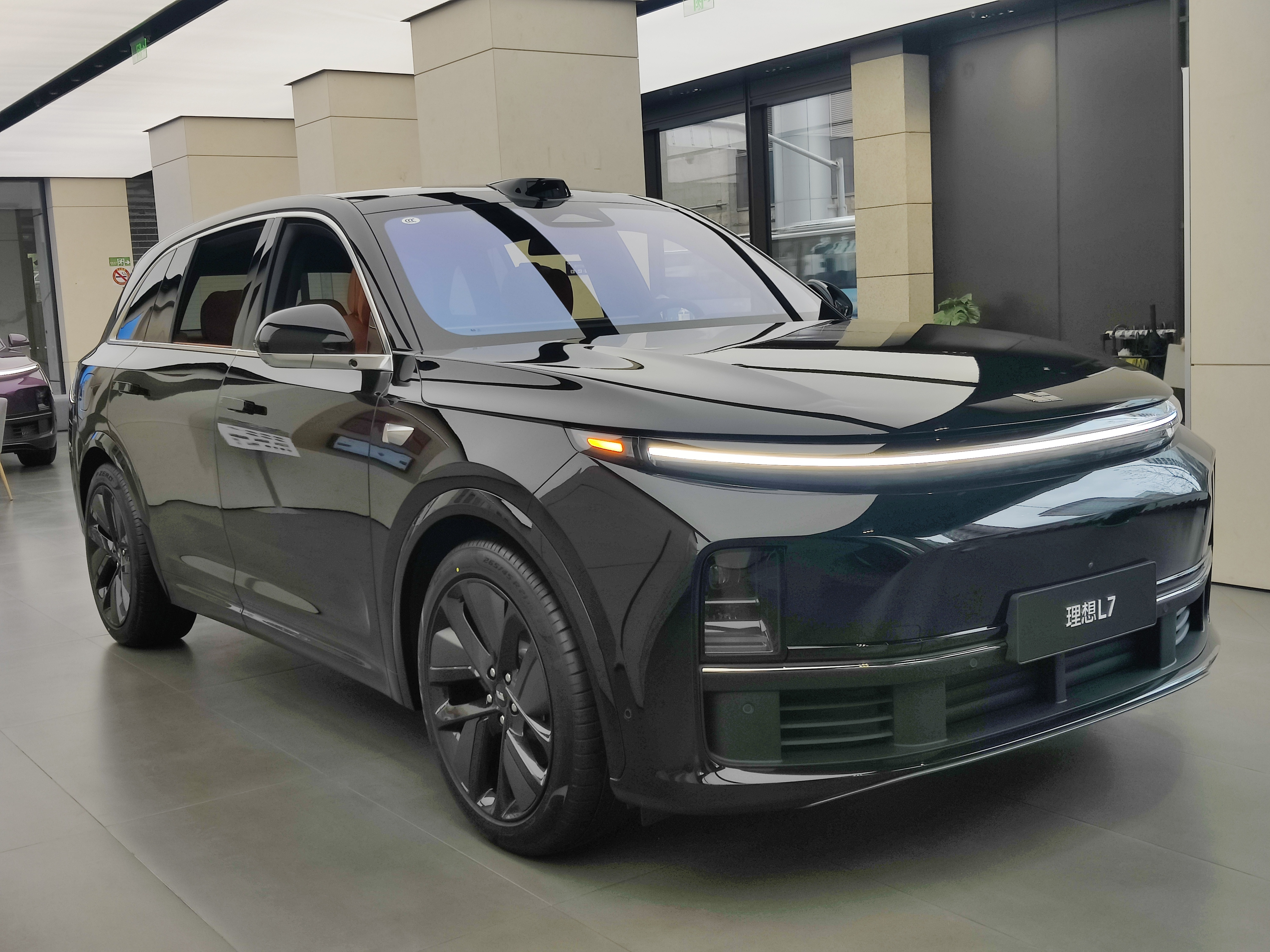
Li Auto L8 (з 2022)
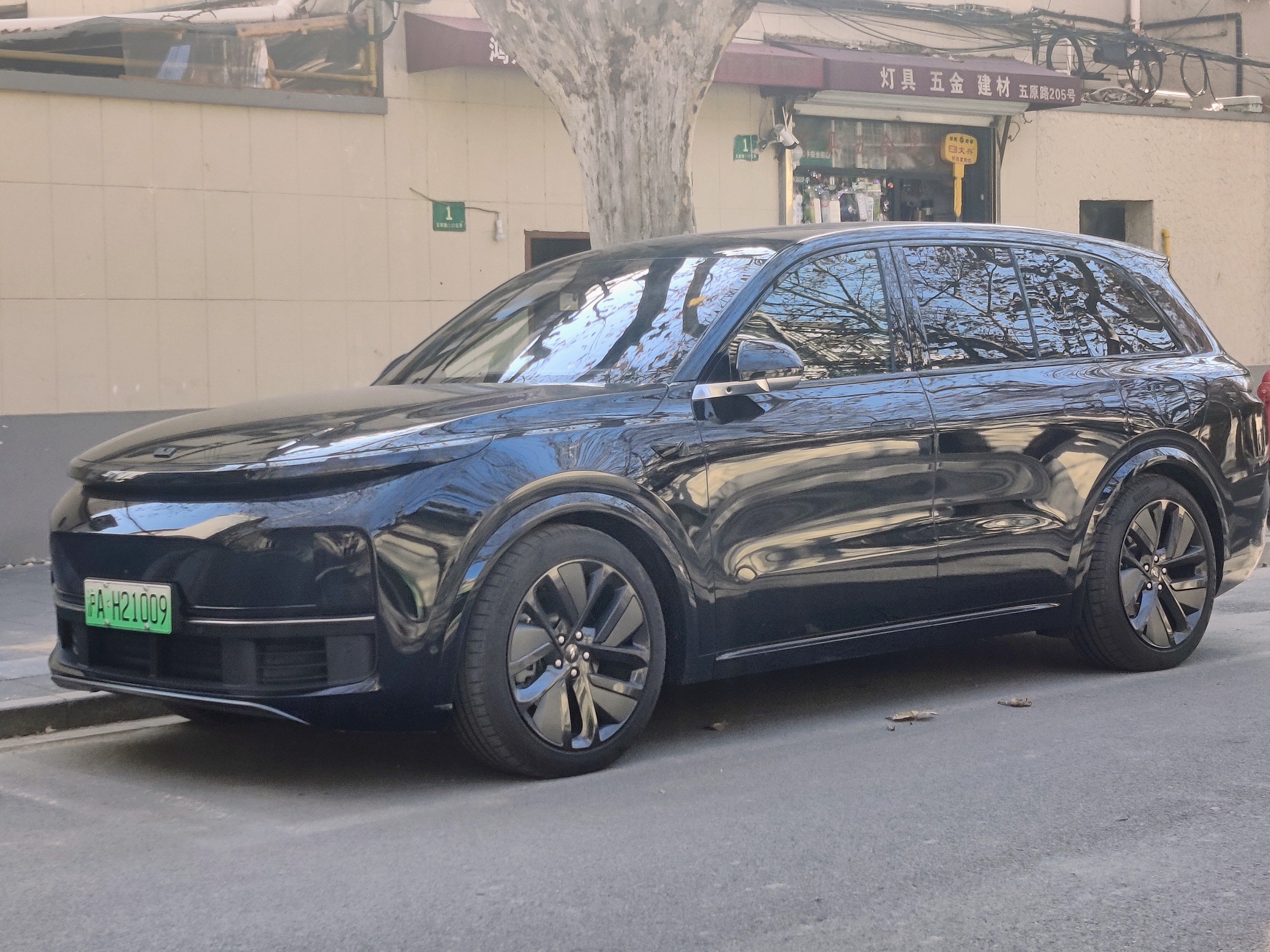
Li Auto L7 (з 2023)
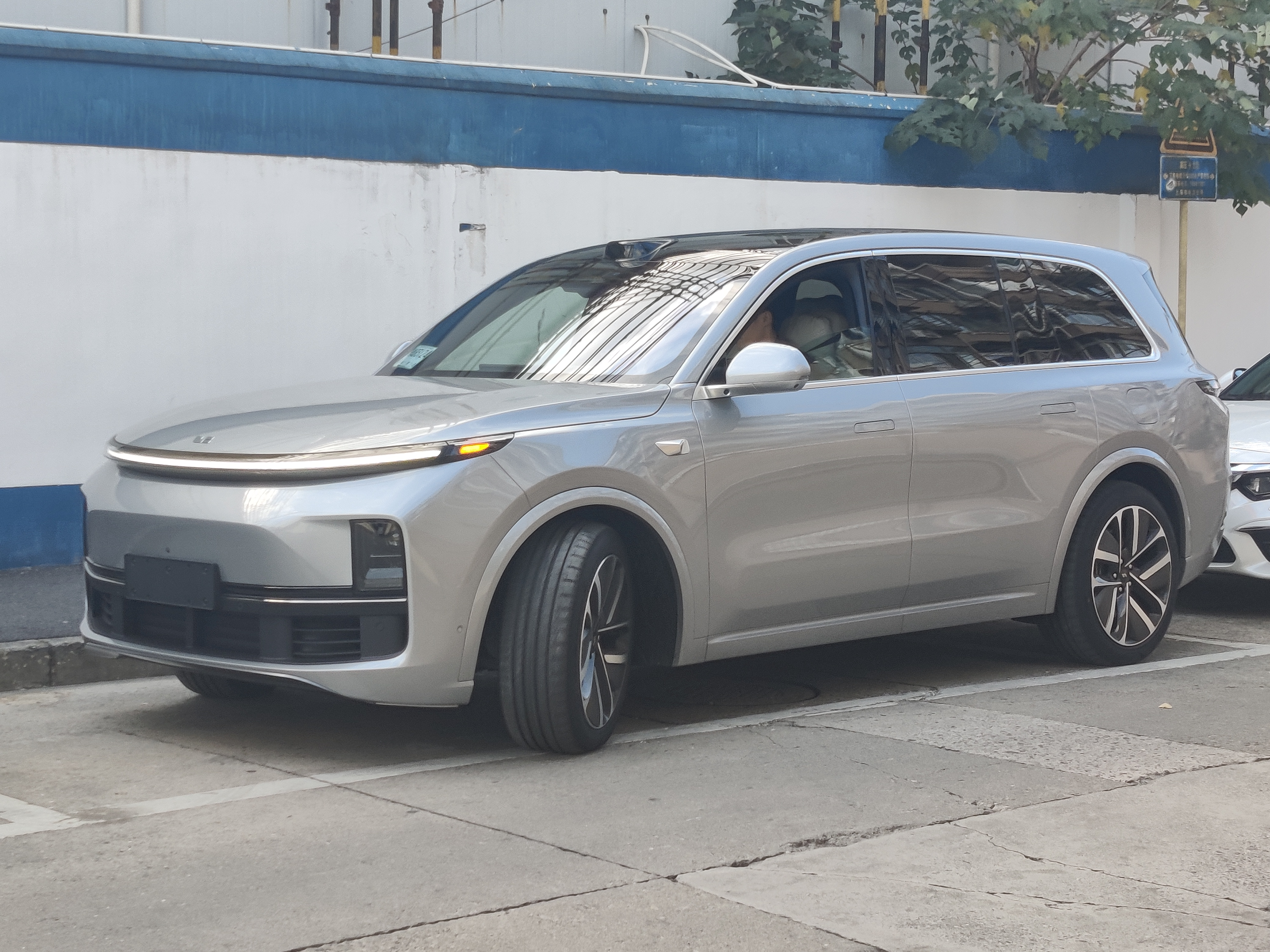
Li Auto L6 (з 2024)
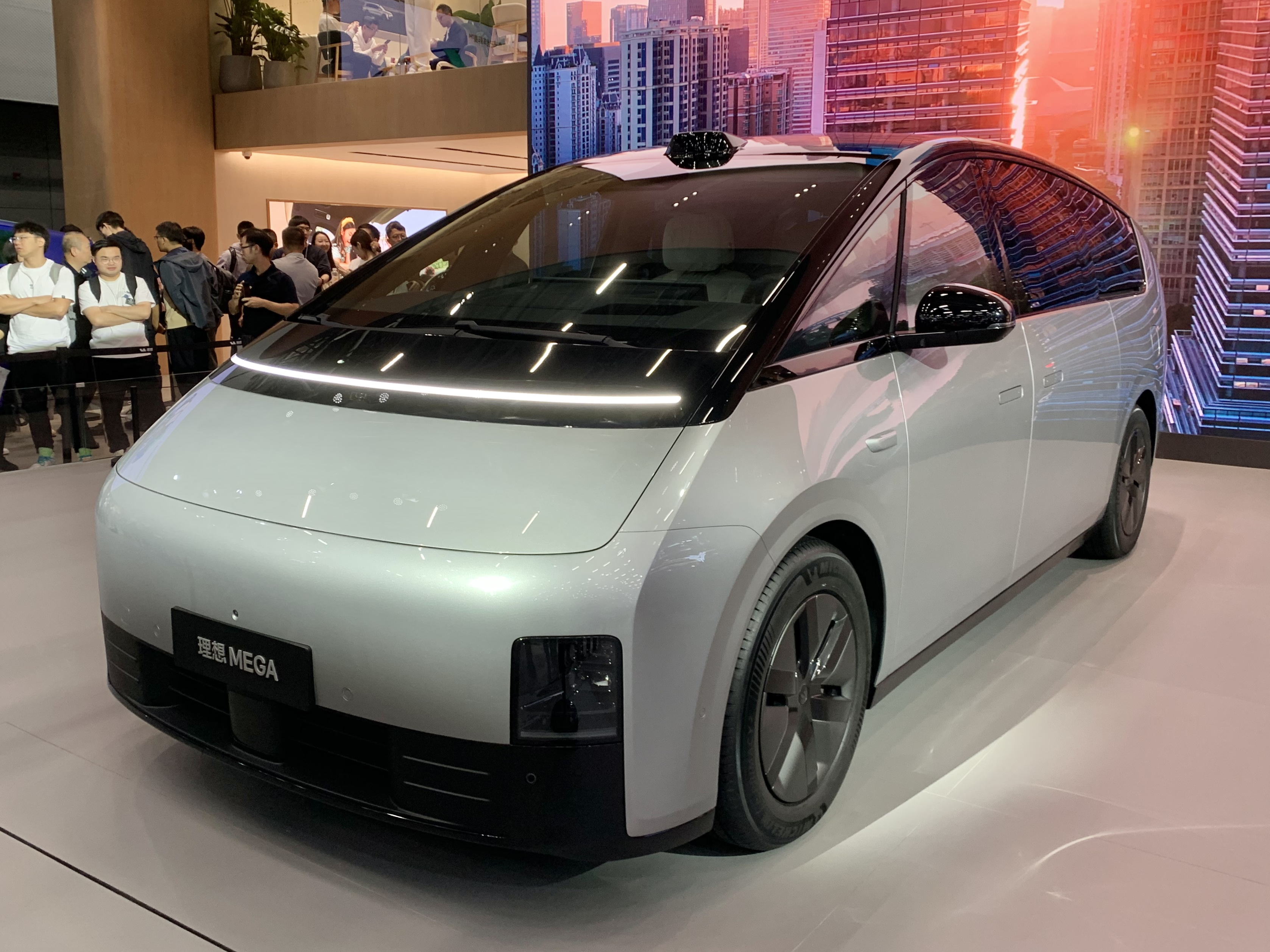
Li Auto Mega (з 2024)
- Li Auto i8 (з 2025)  - Li Auto L6
  - Li Auto L7
  - Li Auto L8
  - Li Auto L9
  - Li Auto Mega

### Зняті з виробництва моделі

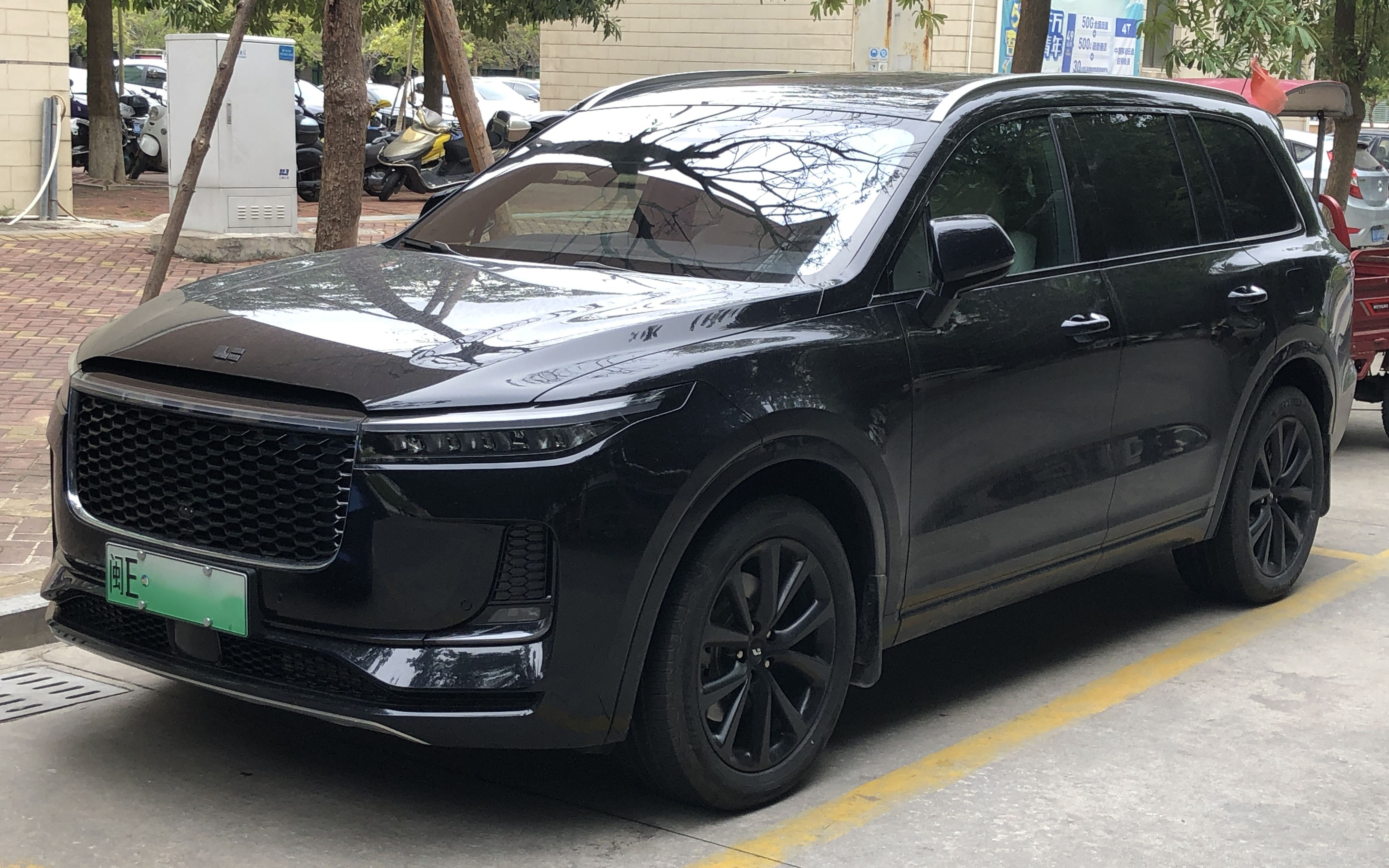
Li Auto One (2019–2022)  - Li Auto One

## Продажі
| рік  | продажі |
| ---- | ------- |
| 2019 | 1,000   |
| 2020 | 33,457  |
| 2021 | 90,491  |
| 2022 | 133,246 |